# Calloriopsis gelatinosa
Calloriopsis gelatinosa är en svampart som först beskrevs av Pier Andrea Saccardo, och fick sitt nu gällande namn av Syd. & P. Syd. 1917. Calloriopsis gelatinosa ingår i släktet Calloriopsis och familjen Helotiaceae.   Inga underarter finns listade i Catalogue of Life.